# White Love (SPEEDの曲)
「White Love」（ホワイト・ラブ）は、SPEEDの5枚目のシングル。1997年10月15日にTOY'S FACTORYから発売された。

## 解説
SPEED最大のヒット曲となっている。累計売上は200万枚（公称）。オリコン集計での累計売上は184.5万枚、初動売上は48万枚。

## 収録曲
全曲 作詞・作曲：伊秩弘将 / 編曲：水島康貴
1. White Love
資生堂「ティセラ エンジェルドロップ」のCMソングに使用されメンバー全員が出演している。ビデオクリップとリンクしたCMとなっている。
この曲で『NHK紅白歌合戦』に初出場。紅組トップを2年連続で務めた。
1回目の再結成時にリリースされたシングル「One More Dream」のカップリングでは、この曲のアコースティックバージョンが収録された。
2008年の3度目の再結成、完全復活後、初のシングル「あしたの空」の3曲目に「White Love〜STEADY〜Body & Soul 2008」としてメドレーで収録された。
完全復活後、再び『紅白歌合戦』への出場が決定し、『第59回NHK紅白歌合戦』で「White Love (Re Track)」を披露した。
2. ナマイキ
日清食品「日清焼そばU.F.O.」のCMソングに使用された。SPEED出演CM。
3. White Love -Instrumental-
4. ナマイキ -Instrumental-

## 収録作品・PV集
シングル
- One More Dream（#1、New Recording）
- Walking in the rain/Stars to shine again（#1、2003 live memorial）
- あしたの空（#1、White Love〜STEADY〜Body & Soul 2008）

アルバム
- RISE（#1）
- MOMENT（両曲、#1はオリジナルバージョンとChristmas Standard、#2は愛♥♥♥Version）
- SPEED THE MEMORIAL BEST 1335days Dear Friends 1（#1）
- SPEEDLAND -The Premium Best Re Tracks-（#1、Re Track）
- SPEED MEMORIAL LIVE “One More Dream” + Remix!!!（#1、ライブ音源とGospel mix）
- BEST HITS LIVE〜Save The Children SPEED LIVE 2003〜（#1、ライブ音源）

PV集
- SPEED VIDEO CLIPS「SPEED SPIRITS I」VHS、DVD（#1）
- SPEED VIDEO CLIPS「SPEED SPIRITS COMPLETE」DVD（#1）

オムニバスアルバム
- LOVELY YOU〜Women's Lovesongs（#1）
- 青春歌年鑑90年代総集編（#1）
- FUN Greatest Hits of 90's（#1）
- Fantastic Christmas（#1）
- ウインターソング（#1）
- Lovely! Cute&Sweet J-Ballads（#1）
- CDTV NO.1 HITS〜コイウタ（#1）
- J-ポッパー伝説涙[DJ和 in No.1 J-POP MIX]（#1）
- 胸キュン90's 〜ひとりで聴きたい恋の唄〜（#1、Re Track）
- SUPER EURO GROOVE J-EURO SPECIAL SELECTION（#1、Eurobeat Mix）
- SUPER EURO GROOVE 〜J-EURO NON STOP SPECIAL EDITION〜（#1、Eurobeat Mix）
- MILLION 〜BEST OF 90's J-POP〜 BLUE（#1）

## カバー
- N's - 同ユニットのアルバム『N's』に収録。
- たかはし智秋・今井麻美 - 2008年1月20日放送のラジオ大阪のラジオ番組『THE IDOLM@STER RADIO』のコーナーの1つ「歌姫楽園」でカバー。楽曲は2008年6月4日発売のアルバム『THE IDOLM@STER RADIO COLORFUL MEMORIES』に収録された。
- JUJU - 自身がリリースしたカバーアルバム『Request』（2010年）に収録。
- 岡本あかり（水瀬いのり） - アニメ『世紀末オカルト学院』の本編第8・9話の予告編挿入歌としてカバー。フルバージョンは同アニメのBlu-ray Disc/DVD「Volume 5【完全生産限定版】」に収録。
- BABYMETAL - ライブ・ビデオ『LIVE 〜LEGEND I、D、Z APOCALYPSE〜』（2013年）に収録。
- 小木曽雪菜（米澤円） with 津田朱里 - アニメ『WHITE ALBUM2』（2013年）劇中歌（本編第8話）
- ビッケブランカ - トリビュート・アルバム「SPEED SPIRITS」（2021年）に収録。
- ClariS - アルバム「WINTER TRACKS -冬のうた-」（2022年）に収録。
- ぷにる（篠原侑） - 「『ぷにるはかわいいスライム』かわいいぷにるソングアルバム」（2025年）に収録。アニメ『ぷにるはかわいいスライム』の第3弾MV楽曲としてカバー。

## 発売日一覧
| 地域       | リリース日     | 規格 | レーベル                        |
| ---------- | -------------- | ---- | ------------------------------- |
| 日本       | 1997年10月15日 | CD   | TOY'S FACTORY                   |
| 台湾       | 2007年12月15日 | CD   | タワーレコード(台湾)、EMI(台湾) |
| フィリピン | 2017年6月14日  | CD   | ABS-CBN                         |

## すたーふらわーのカバー
2012年12月26日に、すたーふらわー（小林星蘭・谷花音）の2枚目のシングルとしてビクターエンタテインメントから発売された。
収録曲
1. White Love
2. ヘンテコリーナ
作詞作曲：小川コータ
3. White Love（カラオケ）
4. ヘンテコリーナ（カラオケ）

DVD
1. White Love（MUSIC VIDEO）
2. ヘンテコリーナ（MUSIC VIDEO）